# Великий Острів (Курська область)
Великий Острів (рос. Большой Остров) — селище в Желєзногорському районі Курської області Російської Федерації.
Населення становить 9 осіб. Входить до складу муніципального утворення Разветьєвська сільрада.

## Історія
Населений пункт розташований на території українського етнічного та культурного краю Східна Слобожанщина.
Від 2004 року входить до складу муніципального утворення Разветьєвська сільрада.

## Населення
| 1926 | 1979 | 2002 | 2010 |
| ---- | ---- | ---- | ---- |
| 135  | ↘35  | ↘9   | →9   |